# Емма Боніно
Емма Боніно (італ. Emma Bonino; нар. 9 березня 1948, Бра, Кунео, П'ємонт, Італія) — італійська державна і політична діячка. Міністерка закордонних справ Італії з 28 квітня 2013 до 22 лютого 2014. Раніше була депутаткою Європейського парламенту і членкинею Італійського сенату (однією з чотирьох віцепрезидентів). Працювала в уряді Італії міністеркою з європейських справ та міжнародної торгівлі з 2006 по 2008 рік. Одна з провідних членів лібертаріанської партії Італійські радикали. 

## Життєпис
Закінчила факультет сучасних мов і літератури в Університеті Бокконі в Мілані в 1972 році.
Боніно є членкинею авторитетної міжнародної Ради меценатів Азійського університету для жінок (АУЖ) в Читтагонгу, Бангладеш. Університет, який є результатом фундаментального партнерства (Фонд Білла та Мелінди Гейтс, Фонд "Відкрите суспільство", Фонд ІКЕА тощо) та регіонального співробітництва, служить надзвичайно талановитим жінкам з 15 країн Азії та Близького Сходу.